# Амистад (брод)
Амистад (шп. La Amistad, у преводу пријатељство) био је шпански једрењак из 19. века најпознатији као место побуне робова из 1839.
Амистад је био једрењак са два јарбола (шкуна) дужине 37 метара. Власник брода до 1839. био је Рамон Ферер. Брод није био предвиђен за транспорт великог броја робова или велике количине терета, користио се углавном на краћим рутама за превоз терета око Кубе или до острва у близини.
Године 1839. Амистад је превозио робове с једног на други крај Кубе. Робови су припадали народу Менде и били су заробљени на подручју Западне Африке и допремљени у Хавану, где су представљени као домаћи кубански робови. Ту су их на аукцији купили Шпанци Хосе Руиз и Педро Монтез, након чега су укрцани на Амистад.
Путовање бродом је требало потрајати само три дана, међутим пред крај путовања робови су се успели ослободити и преузети контролу над Амистадом. Убили су капетана и кувара, али су поштедели власнике плантажа Руиза и Монтеза (који су их купили у Хавани) и наредили им да их врате у Африку. Руиз и Монтез су током ноћи променили курс једрењака и усмерили га према Сједињеним Државама. Након два месеца путовања брод је запленила америчка морнарица у близини Лонг Ајленда. Од 53 Африканца колико их је било на почетку путовања, преживело их је 43, док је 10 умрло од глади и болести.
Након заплене брода сви су ухапшени, док су Руиз и Монтез пуштени на слободу. Уследили су дуготрајни судски процеси који су се завршили пресудом Врховног суда САД из 1841. да су Африканци били незаконито држани као робови и да су се побунили у самоодбрани. Суд је наредио да буду враћени у Африку.
Након заплене, Амистад се налазио у луци Њу Лондон у Конектикату све док га у октобру 1840. није купио капетан Џорџ Хауфорд. Након тога је преименован у Јон (енгл. Ion) и користио се за превоз лука, јабука, сира и живине до Бермуда и Сент Томаса. Хауфорд је 1844. продао брод Франзузима у Гваделупу и након тога више нема сачуваних података о броду.